# Pyaasa
Pyaasa (Hindi: प्यासा, pyāsā; Urdu: پیاسا; übersetzt: durstig) ist ein sehr erfolgreicher Hindi-Film von Guru Dutt aus dem Jahr 1957. Er ist von Sharatchandra Chattopadhyays Roman Shrikanta inspiriert und war das erste einer Reihe von Filmdramen Dutts, in denen ein romantisch-sentimental veranlagter Künstler im Mittelpunkt steht.

## Handlung
Vijay ist ein erfolgloser Dichter, dessen Arbeit nicht einmal von seinen Brüdern ernst genommen und geschätzt wird. Er wird als Taugenichts bezeichnet und treibt sich meistens in den Straßen Kolkatas herum. Auf der Suche nach Liebe und Anerkennung trifft er auf die schöne Gulabo, eine Prostituierte, die auf Anhieb von seinen Gedichten fasziniert ist und sich in ihn verliebt.
Vijay begegnet auch seiner Ex-Freundin Meena aus dem College und findet heraus, dass sie mit dem bekannten Verleger Mr. Ghosh verheiratet ist. Mr. Ghosh stellt ihn als Diener ein, um mehr über ihn und Meena herauszufinden.
Eines Tages schenkt Vijay einem armen Bettler seinen Mantel und will den armen Mann davon abhalten, sich vor einen fahrenden Zug zu stellen. Doch Vijay ist erfolglos und der Bettler stirbt, den alle aufgrund des Mantels für Vijay halten, der jedoch nach dem Zugunfall im Krankenhaus behandelt wird. Gulabo ist sehr bestürzt, lässt aber seine Gedichte mit Hilfe von Ghosh veröffentlichen.
Ghosh und Shyam, Vijays Freunde, wollen Vijay nicht erkennen und übergeben ihn in eine Klinik für Geistesgestörte, da er sich selbst nicht für Vijay hält und für verrückt erklärt wird. Vijays Brüder werden von Ghosh sogar bezahlt, damit sie keine Notiz von Vijay nehmen. Für den angeblich „toten“ Dichter wird ein Denkmal erstellt.
Mit Hilfe von Vijays Freund Abdul Sattar, einem exzentrischen Masseur, entflieht er aus dieser Klinik. Bei der Gedenkveranstaltung verurteilt Vijay die korrupte und materialistische Welt. Nachdem Shyam und Vijays beiden Brüder sehen, dass ihr jüngster Bruder noch am Leben ist, gehen sie zu einem anderen Verleger und verkünden, dass Vijay lebt, um noch mehr Geld zu verdienen. Von dieser ganzen Heuchelei will der Dichter nichts wissen und behauptet nicht Vijay zu sein. Mit Gulabo startet er ein neues Leben.

## Sonstiges
Pyaasa wurde vom Time Magazine unter die 100 besten englischsprachigen Filme gewählt.
Die Filmsongs von Sachin Dev Burman wurden von Geeta Dutt, Hemant Kumar und Mohammed Rafi gesungen. Die Lyriks stammen von Sahir Ludhianvi.
Der Film wurde hauptsächlich im Studio gedreht, ein Ort der Handlung wird nicht explizit erwähnt. Für die Zuschauer war die Figur des Vijay jedoch als Urdu-Dichter aus einer bengalischen Familie und die des Mr. Ghosh als Geschäftsmann in Kolkata oder Delhi identifizierbar.
Viele Guru-Dutt-Filme wurden in Deutschland und Frankreich zum Kult, nachdem sie 1984 in Frankreich gezeigt wurden, darunter auch Pyaasa.